# Ouzouer-sur-Trézée
Ouzouer-sur-Trézée település Franciaországban, Loiret megyében. Lakosainak száma 1124 fő (2022. január 1.). Ouzouer-sur-Trézée Escrignelles, Rogny-les-Sept-Écluses, Breteau, Briare, La Bussière, Dammarie-en-Puisaye, Gien és Ousson-sur-Loire községekkel határos.

## Népesség
A település népességének változása:
| Lakosok száma | 1269 | 1218 | 1185 | 1283 | 1203 | 1179 | 1131 | 1117 | 1118 | 1124 |
|               | 1968 | 1982 | 1990 | 2006 | 2013 | 2015 | 2017 | 2019 | 2020 | 2022 |